# 유현주 (독문학자)
유현주(?~)는 대한민국의 연세대학교 독어독문학과 조교수이다.   홈볼트 대학교 대학원 독어독문학과 박사과정을 졸업했다.

## 학력
- 홈볼트 대학교 대학원 독어독문학과 (졸업)

## 경력
- 2011~ 연세대학교 문과대학 독어독문학과 조교수
- 세계문학비교연구 편집위원
- 한국뷔히너학회 편집출판상임이사
- 한국독어독문학회 국제이사

## 도서
- 2017년 텍스트, 하이퍼텍스트, 하이퍼미디어(디지털 시대의 새로운 문예학)